# Monument pels Drets LGBTI de Xile
El Monument pels Drets LGBTI de Xile (en espanyol: Monumento por los Derechos LGBTI de Chile) és un monument commemoratiu xilè situat en el turó Santa Lucía de Santiago de Xile dedicat per a recordar la lluita contra l'homofòbia i transfòbia desenvolupada al país des de 1991, data de fundació de la primera organització massiva d'homosexuals xilens. És el primer monument del seu tipus instal·lat a Xile que commemora la lluita pels drets LGBT.